# Aprosictus duivenbodei
Aprosictus duivenbodei là một loài bọ cánh cứng trong họ Cerambycidae.